# Noemí Manzano
Noemí Manzano (ciudad de Buenos Aires, años 1940 - España, años 1990) fue una actriz argentina de cine, teatro y televisión.
Noemí Manzano, hija de Ramona Orensanz y sobrina de José María y Antonio Orensanz fue un habitante de Santa Clara del Mar. No vivió en forma permanente, pero desde su infancia fue una presencia asidua. Su juventud transcurrió entre Mar del Plata, Buenos Aires y Santa Clara del Mar y, posteriormente, otros aires la llevaron a España. 

## Trabajos

### Cine
- 1970: La guita, dirigida por Fernando Ayala; con Norman Briski, Eddie Pequenino, Emilio Vidal, Luis Brandoni y Oscar Roy.[3][4][5]
- 1972: Los Velázquez.[6]
- 1975: El familiar, dirigida por Octavio Getino, con Emilio Alfaro, Carlos Muñoz y Martín Adjemián.[7][8]

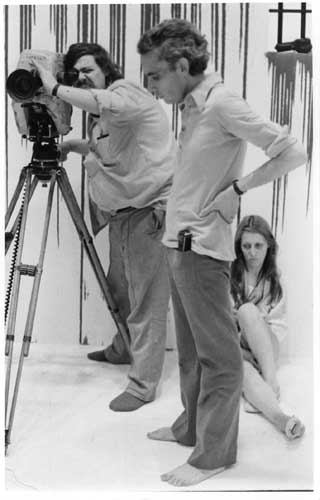
El director de fotografía Gustavo Moris, el cineasta Octavio Getino y la actriz Noemí Manzano durante la filmación de la película El familiar (1975).

### Teatro
- Palos y piedras, de Alberto Ure.[9]
- 1968-1970:[10] Atendiendo al Sr. Sloane, de Joe Orton (1933-1967); dirigida por Alberto Ure; con Tato Pavlovsky, Jorge Mayor y Tacholas;[10][11] representó el papel de Kathy (de 42 años).[12][13]
- 1970: Romance de lobos, de Ramón del Valle lnclán; dirigida por Agustín Alezzo; con Alfredo Alcón, Milagros de la Vega, Livia Fernán, Marta Gam, Hedy Grilla, Lalo Hartich, Zulema Katz, Blanca Lagrotta, Jorge Mayor, Roberto Mosca, Luis Politti, Nelly Prono, María Luisa Robledo, Walter Soubrié y Fernando Vegal.[14]
- 1972: Nada que ver, de Griselda Gambaro; dirigida por Jorge Petraglia; con Nora Cullen, Carlos Moreno y Wálter Vidarte.[15]
- 1973: Trescientos millones, de Roberto Arlt; dirigida por José María Paolantonio; con Alejandra Boero, Osvaldo Bonet, Francisco Coeuzza, Pacheco Fernández, Luis Medina Castro, M. Santángelo y Leopoldo Verana; música de Gerardo Gandini.[16]

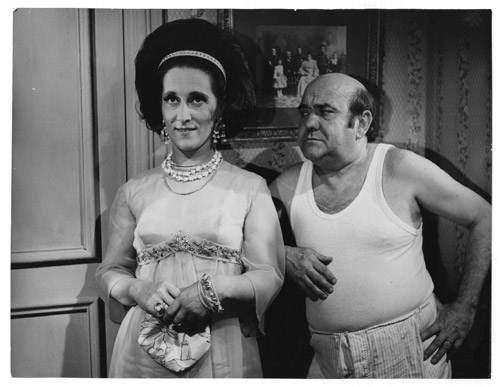
Noemí Manzano (con vestido elegante) y Emilio Vidal (con piyama), en la película La guita (1970).

### Televisión
- 1970: Las grandes novelas (ciclo de unitarios con elenco rotativo, emitido por Canal 7 los miércoles a las 21:00);[17]
  - episodio «Tiempos difíciles», de Charles Dickens, Héctor Alterio, Luis Brandoni, Pablo Codevilla, Ricardo Darín, Violeta Laguzzi, Susana Lanteri, Cipe Lincovsky, Gianni Lunadei, Luis Politti, Sergio Renán, Elena Tasisto, Elena Tritek, María Valenzuela, Walter Vidarte
  - episodio «El hombre que corrompió una ciudad», de Mark Twain; dirigido por Sergio Renán; con Héctor Alterio, Aldo Barbero, Luis Brandoni, Ulises Dumont, Leonor Galindo, Marta Gam, Gianni Lunadei, Leonor Manso, Luis Politti, Sergio Renán, Walter Santa Ana, Flora Steinberg y Walter Vidarte.
- 1971: Los grandes relatos (ciclo de unitarios con elenco rotativo, emitido por Canal 7, primero los jueves a las 22:30 y luego los sábados a las 22:30);
  - episodio «En memoria de Paulina», de Adolfo Bioy Casares; dirigido por Sergio Renán; con Víctor Laplace, Gianni Lunadei, Sergio Renán, Walter Santa Ana, Elena Tasisto y Walter Vidarte.[18]
- 1971: Historias de Nosedonde (programa semanal emitido por Canal 13, de Gius; dirigido por María Inés Andrés; con Osvaldo Andino, Eduardo Andrade, Amalia Bernabé, Hugo Caprera, Ana María Casó, Alfredo de la Vega, Julio Di Palma, Claudia Gard, Juana Hidalgo, Luis Landriscina, Raúl Lavié, Noemí Manzano (como Dorotea), Omar Moreno Palacios, Hernán Pirro, Nya Quesada, Catalina Speroni, Hilda Suárez y Carlos Torres Vila.[19]